# Federico Cherubini
Federico Cherubini (Foligno, 4 gennaio 1971) è un dirigente sportivo italiano, amministratore delegato del Parma.

## Carriera
Cresciuto nelle giovanili del Foligno, nella stagione 1992-1993 viene prelevato dal Carpi e mandato in prestito alla Civitanovese, con cui totalizza 13 presenze in Serie C2. Prosegue la sua carriera nei campionati dilettantistici, militando in squadre umbre come Bastia, Nestor, San Sisto e nuovamente Foligno, dove chiude la sua attività calcistica nel ruolo di capitano. Parallelamente all'attività sportiva, dal 1994 al 2005 svolge la professione di agente finanziario per diversi gruppi bancari italiani ed esteri, tra cui Fiditalia.
Nel 2005 assume la carica di direttore generale del Foligno. In questo periodo iniziano i contatti con l'allora diggì della Sampdoria, Giuseppe Marotta. Nel 2012, col manager varesino nel frattempo approdato alla Juventus, Cherubini viene chiamato a Torino dove, negli anni seguenti, lavora prettamente in ambito giovanile – è a capo del "Club 15", la struttura che segue i giovani tesserati juventini in prestito e che tiene i contatti con le società estere affiliate – e al contempo si occupa di mansioni collaterali per la prima squadra.
Nel 2018, dopo l'addio di Marotta, viene promosso a direttore tecnico della prima squadra: qui, rifacendosi all'esperienza del "Club 15", è tra i fautori della nascita della Juventus U23, la seconda squadra bianconera concepita come step intermedio fra le giovanili e il professionismo. Quindi nel 2020 affianca Fabio Paratici come direttore sportivo della società torinese, subentrandogli definitivamente l'anno seguente.
Nel gennaio 2023, nell'ambito di un processo sportivo interessante la Juventus, la Corte Federale d'Appello della FIGC lo inibisce per 16 mesi; squalifica confermata nell'aprile seguente, col ricorso di Cherubini rigettato dal Collegio di Garanzia del CONI. In questa fase viene sostituito nell'organigramma bianconero, a livello legale, da Francesco Calvo a cui lo stesso Cherubini riporta. Per la stagione 2023-2024 rimane nello staff dell'area sportiva juventina, riportando all'amministratore delegato Maurizio Scanavino, lasciando la società al termine della stessa.
Nel gennaio 2025 viene nominato amministratore delegato del Parma.